# 郝寿臣故居
郝寿臣故居，位于北京市东城区奋章胡同53号，是京剧名家郝寿臣的故居。

## 历史
该四合院位于西兴隆街内的奋章胡同，是京剧名净郝寿臣的故居。郝寿臣是知名的京剧净角表演艺术家，1952年任北京市戏曲学校校长，1954年起连续当选为北京市人民代表大会代表、全国先进生产者代表、中国戏剧家协会理事、北京市文学艺术工作者联合会理事，1961年病逝。郝寿臣故居建于中华民国时期的1928年，由郝寿臣自行设计监工建造，是北京常见的四合院。当年梅兰芳、马连良、马福禄等京剧名家以及袁世海、王永昌等弟子常来登门。文革期间，该四合院被强行占用。大街门被文革抢占者拆除，木料用于打制家具，街门改走侧门。文革结束后，1979年落实政策，该四合院归还郝家。1985年，郝寿臣之子郝德元（首都师范大学心理测量学教授）遵父亲遗愿，将自家的这处私房无偿捐献给政府，作为开办奋章幼儿园的基址。接受单位是北京市机关事务管理局。1989年，作为“四合院”被列为北京市崇文区文物保护单位。2004年《北京日报》第5版头条报道了北京市31处名人故居挂上了名人故居的“身份牌”，该报道最后一段称郝寿臣故居等3处因结构重大变化等原因而未挂牌。

## 建筑
该四合院总面积约为500平方米。包括正房（北房）五间，东西厢房各三间，南房五间，相互之间有短廊连接。现大门位于西北角，开在北房西侧，占用了北房五间中的西梢间，成为门洞。宅门西侧有门房一间。另有西跨院及若干附属房。西跨院内有南房、东房、北房各三间。整个建筑简朴而素稚，显示了郝寿臣朴素、勤俭的生活作风。